# Оливер Млакар
Оливер Млакар (Птуј, 1. јул 1935) је југословенски и хрватски ТВ-водитељ који је 30 година читао вести и водио најпопуларније квизове, фестивале и забавне емисије.

## Биографија
Рођен је у Птују. Отац му је био Словенац, па је хтео и да му се син роди у Словенији. Отац му је био војно лице, припадник Југословенске краљевске војске, са службом у Београду. Погинуо је почетком Другог светског рата. Своје рано детињство Оливер Млакар је провео у Београду, Краљеву и Косовској Митровици а од 1945. до 1953. је живео у Осијеку, 1954. је дошао у Загреб, студирао је француски и италијански језик. Пријавио се на аудицију за спикере на Радио Загребу.
- 1957. постао спикер на Радио Загребу
- 1961. отишао на служење војног рока
- 1963. почео да ради на Телевизији Загреб
- 1965. постао водитељ Позива на квиз с Јасмином Никић
- У квизу Златни погодак Оливер Млакар и Мића Орловић постају најпопуларнији водитељски пар квизова. Сваке седмице квиз се наизменично емитовао из Београда и Загреба.[4]
- 1970-их и 1980-их водитељ Малих тајни великих мајстора кухиње са Стевом Карапанџом
- 1984—1995. водитељ Квискотеке, најпопуларнијег квиза у Југославији.[5]
- 1990. с Хелгом Влаховић водитељ Евровизије 1990. у Загребу
- 1993—2002. водитељ квиза Коло среће
- 1999. водитељ емисије Крушке и јабуке
- 2002. отишао у пензију
- 2006—2007. водитељ повратничке сезоне квиза Квискотека на Новој ТВ

И након пензионисања је тражена особа међу телевизијским кућама и на фестивалима. Живи у Самобору.